# Crossyne guttata
Crossyne guttata là một loài thực vật có hoa trong họ Amaryllidaceae. Loài này được (L.) D.Müll.-Doblies & U.Müll.-Doblies mô tả khoa học đầu tiên năm 1994.